# Yĭngshàng Xiàn
Yĭngshàng Xiàn o condado de Yĭngshàng es una localidad de la ciudad-prefectura de Fuyang en la provincia de Anhui, República Popular China, con una población censada en noviembre de 2010 de 1 196 535 habitantes.
Se encuentra situada al noroeste de la provincia, cerca del río Huai y de la frontera con la provincia de Henán.